# Gran Premi d'Itàlia del 2014
El Gran Premi d'Itàlia de Fórmula 1 de la temporada 2014 s'ha disputat al Circuit de Monza, del 5 al 7 de setembre del 2014.

## Resultats de la qualificació
| Pos                  | No | Pilot             | Constructor          | Part 1   | Part 2   | Part 3   | Sortida |
| -------------------- | -- | ----------------- | -------------------- | -------- | -------- | -------- | ------- |
| 1                    | 44 | Lewis Hamilton    | Mercedes             | 1:25.363 | 1:24.560 | 1:24.109 | 1       |
| 2                    | 6  | Nico Rosberg      | Mercedes             | 1:25.493 | 1:24.600 | 1:24.383 | 2       |
| 3                    | 77 | Valtteri Bottas   | Williams-Mercedes    | 1:26.012 | 1:24.858 | 1:24.697 | 3       |
| 4                    | 19 | Felipe Massa      | Williams-Mercedes    | 1:25.528 | 1:25.046 | 1:24.865 | 4       |
| 5                    | 20 | Kevin Magnussen   | McLaren-Mercedes     | 1:26.337 | 1:25.973 | 1:25.314 | 5       |
| 6                    | 22 | Jenson Button     | McLaren-Mercedes     | 1:26.328 | 1:25.630 | 1:25.379 | 6       |
| 7                    | 14 | Fernando Alonso   | Ferrari              | 1:26.514 | 1:25.525 | 1:25.430 | 7       |
| 8                    | 1  | Sebastian Vettel  | Red Bull-Renault     | 1:26.631 | 1:25.769 | 1:25.436 | 8       |
| 9                    | 3  | Daniel Ricciardo  | Red Bull-Renault     | 1:26.721 | 1:25.946 | 1:25.709 | 9       |
| 10                   | 11 | Sergio Pérez      | Force India-Mercedes | 1:26.569 | 1:25.863 | 1:25.944 | 10      |
| 11                   | 26 | Daniïl Kviat      | Toro Rosso-Renault   | 1:26.261 | 1:26.070 |          | 211     |
| 12                   | 7  | Kimi Räikkönen    | Ferrari              | 1:26.689 | 1:26.110 |          | 11      |
| 13                   | 25 | Jean-Éric Vergne  | Toro Rosso-Renault   | 1:26.140 | 1:26.157 |          | 12      |
| 14                   | 27 | Nico Hülkenberg   | Force India-Mercedes | 1:26.371 | 1:26.279 |          | 13      |
| 15                   | 99 | Adrian Sutil      | Sauber-Ferrari       | 1:27.034 | 1:26.588 |          | 14      |
| 16                   | 21 | Esteban Gutiérrez | Sauber-Ferrari       | 1:26.999 | 1:26.692 |          | 15      |
| 17                   | 13 | Pastor Maldonado  | Lotus-Renault        | 1:27.520 |          |          | 16      |
| 18                   | 8  | Romain Grosjean   | Lotus-Renault        | 1:27.632 |          |          | 17      |
| 19                   | 10 | Kamui Kobayashi   | Caterham-Renault     | 1:27.671 |          |          | 18      |
| 20                   | 17 | Jules Bianchi     | Marussia-Ferrari     | 1:27.738 |          |          | 19      |
| 21                   | 4  | Max Chilton       | Marussia-Ferrari     | 1:28.247 |          |          | 20      |
| 22                   | 9  | Marcus Ericsson   | Caterham-Renault     | 1:28.562 |          |          | 22      |
| 107% temps: 1:31.338 |    |                   |                      |          |          |          |         |
| Font:                |    |                   |                      |          |          |          |         |

Notes:
- ^1  — Daniïl Kviat a ser penalitzat amb 10 posicions per haver d'utilitzar el sisè motor de la temporada.

## Resultats de la Cursa
| Pos | No | Pilot             | Constructor          | Voltes | Temps / Retirada | Pos.Sortida | Punts |
| --- | -- | ----------------- | -------------------- | ------ | ---------------- | ----------- | ----- |
| 1   | 44 | Lewis Hamilton    | Mercedes             | 53     | 1h 19' 10. 236   | 1           | 25    |
| 2   | 6  | Nico Rosberg      | Mercedes             | 53     | + 3.175 s        | 2           | 18    |
| 3   | 19 | Felipe Massa      | Williams-Mercedes    | 53     | + 25.026 s       | 4           | 15    |
| 4   | 77 | Valtteri Bottas   | Williams-Mercedes    | 53     | + 40.786 s       | 3           | 12    |
| 5   | 3  | Daniel Ricciardo  | Red Bull-Renault     | 53     | + 50.309 s       | 9           | 10    |
| 6   | 1  | Sebastian Vettel  | Red Bull-Renault     | 53     | + 59.965 s       | 8           | 8     |
| 7   | 11 | Sergio Pérez      | Force India-Mercedes | 53     | + 1:02.518 min.  | 10          | 6     |
| 8   | 22 | Jenson Button     | McLaren-Mercedes     | 53     | + 1:03.063 min.  | 6           | 4     |
| 9   | 7  | Kimi Räikkönen    | Ferrari              | 53     | + 1:03.535 min.  | 11          | 2     |
| 101 | 20 | Kevin Magnussen   | McLaren-Mercedes     | 53     | + 1:06.171 min.  | 5           | 1     |
| 11  | 26 | Daniïl Kviat      | Toro Rosso-Renault   | 53     | + 1:11.184 min.  | 21          |       |
| 12  | 27 | Nico Hülkenberg   | Force India-Mercedes | 53     | + 1:12.606 min.  | 13          |       |
| 13  | 25 | Jean-Éric Vergne  | Toro Rosso-Renault   | 53     | +1:13.093 min.   | 12          |       |
| 14  | 13 | Pastor Maldonado  | Lotus-Renault        | 52     | + 1 Volta        | 16          |       |
| 15  | 99 | Adrian Sutil      | Sauber-Ferrari       | 52     | + 1 Volta        | 14          |       |
| 16  | 8  | Romain Grosjean   | Lotus-Renault        | 52     | + 1 Volta        | 17          |       |
| 17  | 10 | Kamui Kobayashi   | Caterham-Renault     | 52     | + 1 Volta        | 18          |       |
| 18  | 17 | Jules Bianchi     | Marussia-Ferrari     | 52     | + 1 Volta        | 19          |       |
| 19  | 9  | Marcus Ericsson   | Caterham-Renault     | 51     | + 2 Voltes       | PL2         |       |
| 203 | 21 | Esteban Gutiérrez | Sauber-Ferrari       | 51     | + 2 Voltes       | 15          |       |
| Ret | 14 | Fernando Alonso   | Ferrari              | 28     | Motor            | 7           |       |
| Ret | 4  | Max Chilton       | Marussia-Ferrari     | 5      | Accident         | 20          |       |

Notes:
- ^1  — Kevin Magnussen va ser penalitzat amb 5 segons per haver fet fora de la pista a Valtteri Bottas.
- ^2  — Marcus Ericsson va sortir des de pit lane per no haver respectat les banderes grogues a la q3.
- ^3  — Esteban Gutiérrezva ser penalitzat amb 5 segons al final de la cursa per haver col·lidit amb Romain Grosjean.